# Stenanona panamensis
Stenanona panamensis är en kirimojaväxtart som beskrevs av Paul Carpenter Standley. Stenanona panamensis ingår i släktet Stenanona och familjen kirimojaväxter. IUCN kategoriserar arten globalt som starkt hotad. Inga underarter finns listade i Catalogue of Life.